# أبيشاي
أبيشاي هو إحدى شخصيات الكتاب المقدس في العهد القديم يعتبر ابن فروية أخت داود وهو أحد قادة جيشه مع شقيقه يوآب، حيث شارك مع شقيقه يوآب وعسائيل في قتل أبنير قائد جيش شاول، وذكر أنه حارب مع داود ضد العمونيين وضد الآراميين وضد أبسالوم الذي ثار ضد أبيه داود، كما قمع عدة ثورات ضد داود. بعض الحوليات الأثرية في بني حسن في مصر ذكرت اسم سامي أبيشا أو أبيشاي أنه بعث بهداية لحاكم مدينة بني حسن في مصر.